# Пермяк солёные уши
«Пермяк солёные уши» — достопримечательность Перми, жанровая городская скульптура на  Комсомольском проспекте около гостиницы «Прикамье». Состоит из двух частей — фигуры фотографа (за авторством Алексея Матвеева) и круглой рамки с большими ушами (за авторством Рустама Исмагилова), в которую фотографирующиеся могут поместить своё лицо.
Памятник открыт 1 апреля 2006 года. Создание скульптуры было полностью профинансировано ОАО «Бинбанк». В 2009 году по версии журнала «Русский мир» памятник был признан самым странным памятником России.
«Пермяк солёные уши» — традиционное прозвище жителей пермских земель. По легенде, связано с распространённым в крае промыслом солеварения. Считается, что прозвище получили работники, таскавшие на плечах мешки соли, отчего их уши пропитывались солью, увеличивались и краснели. При изложении хореем присказка звучит так: «Пермяки́ — солёны у́ши».

Вид сзади
Скульптура фотографа